# Putat Lor (Gondanglegi)
Putat Lor is een bestuurslaag in het regentschap Malang van de provincie Oost-Java, Indonesië. Putat Lor telt 5730 inwoners (volkstelling 2010).